# Jack Greene
Jack Greene, né le 7 janvier 1930 à Maryville dans le Tennessee et mort le 14 mars 2013 à Nashville est un chanteur américain de musique country. Trois fois récompensé par l'obtention d'un Grammy Award, l'un de ses plus fameux titres est There Goes My Everything en 1966.

## Biographie
Né Jack Henry Greene, il apprend à jouer de la guitare à dix ans. Sa carrière dans la musique démarre dans des shows amateurs et radiophoniques comme le Tennessee Barn Dance sur la station WNOX à Knoxville, où il se produit régulièrement à l'âge de 18 ans.
Au début des années 1950, Jack déménage à Atlanta en Géorgie où il fonde son propre groupe, The Peach Tree Boys. Pendant huit ans, il dirige sa formation comme chanteur, guitariste et batteur. En 1959, il revient dans le Tennessee et s'installe à Nashville où il fonde un nouveau groupe, baptisé Tennessee Mountain Boys.
Le succès naît d'une rencontre avec Ernest Tubb qui, impressionné par son talent, lui demande de rejoindre son groupe Texas Troubadours en 1962. Deux ans plus tard, il est remarqué par la maison de disques Decca Records qui lui propose de signer son premier contrat solo. Les deux premiers singles occupent des places confortables dans les charts country. Le premier, Ever Since My Baby Went Away, écrit par Marty Robbins, atteint la 37e place en 1966. Le second, There Goes My Everything, est un franc succès, qui le fait connaître auprès du public. La chanson culmine à la première place des charts country pendant deux mois. En 1966, Jack Greene remporte le prix de la meilleure chanson de l'année et un Grammy Award, en plus d'être intronisé dans le programme radiophonique hebdomadaire et en direct Grand Ole Opry.
De nouveaux titres s'élèvent à la première place des charts, comme All the Time en 1967, You Are My Treasure en 1968 et Statue of a Fool en 1969. Les suivants se classeront dans le top 5 des meilleures chansons de country. En 1970, il forme un duo avec Jeannie Seely avec qui il enregistre trois nouveaux hits, Wish I Didn't Have To Miss You, Much Oblige et What In The World Has Gone Wrong With Our Love?.
En 1971, le label Decca Records est rebaptisé MCA Records. Les succès se poursuivent avec Satisfaction (1973), I Need Somebody Bad (1973) et It's Time To Cross That Bridge (1974). Jack Greene quitte MCA Records en 1975. Après cinq années d'absence, il fait son retour en 1980 avec le titre Yours For The Taking, pour le label Frontline Records. La chanson se hisse à la 28e place des charts. Un dernier succès If It's Love (Then Bet It All) est classé en 1984 pour le label EMH Records.
Il continue à enregistrer de façon moins régulière jusque dans les années 2000. Son dernier album Precious Memories, Treasured Friends, paraît en 2010.
Jack Greene décède le 14 mars 2013 à Nashville de complications dû à la maladie d'Alzheimer, deux mois après son 83e anniversaire.

## Récompenses
- Membre du Grand Ole Opry en 1967
- Meilleure voix masculine de l'année, prix attribué par la Country Music Association en 1967
- Chanson de l'année, récompense de la Country Music Association en 1967
- Meilleur album de l'année, prix remis par la Country Music Association

## Discographie

### Albums
- 1966 : There Goes My Everything
- 1967 : All the Time
- 1967 : What Locks the Door
- 1968 : You Are My Treasure
- 1968 : Love Takes Care of Me
- 1968 : I'm Not Alone
- 1969 : Until My Dreams Come True
- 1969 : Statue of a Fool
- 1969 : Back in the Arms of Love
- 1969 : Jack Greene & Jeannie Seely
- 1970 : Lord Is That Me
- 1970 : Jack Greene's Greatest Hits
- 1971 : There's a Whole Lot About a Woman (A Man Don't Know)
- 1971 : Greene Country
- 1973 : Two for the Show (avec Jeannie Seely)
- 1980 : Yours for the Taking
- 2010 : Precious Memories, Treasured Friends

### Singles
- 1965 : Don't You Ever Get Tired (Of Hurting Me)
- 1966 : Ever Since My Baby Went Away
- 1966 : There Goes My Everything
- 1967 : All the Time
- 1967 : Wanting You But Never Having You
- 1967 : What Locks the Door
- 1968 : You Are My Treasure
- 1968 : Love Takes Care of Me
- 1969 : Until My Dreams Come True
- 1969 : Statue of a Fool
- 1969 : Back in the Arms of Love
- 1969 : The Key That Fits Her Door
- 1970 : Wish I Didn't Have to Miss You (avec Jeannie Seely)
- 1970 : Lord Is That Me
- 1970 : The Whole World Comes to Me
- 1970 : If This Is Love
- 1970 : Something Unseen
- 1970 : What's the Use
- 1971 : There's a Whole Lot About a Woman (A Man Don't Know)
- 1971 : Makin' Up His Mind
- 1971 : Hanging Over Me
- 1972 : Much Oblige (avec Jeannie Seely)
- 1972 : If You Ever Need My Love
- 1972 : What in the World Has Gone Wrong with Our Love ? (avec Jeannie Seely)
- 1973 : Satisfaction
- 1973 : The Fool I've Been Today
- 1973 : I Need Somebody Bad
- 1974 : It's Time to Cross That Bridge
- 1974 : Sing for the Good Times
- 1975 : This Time the Hurtin's On Me
- 1975 : On the Way Home
- 1975 : He Little Thing'd Her Out of My Arms
- 1976 : Birmingham
- 1980 : Yours for the Taking
- 1980 : The Rock I'm Leaning On
- 1980 : Devil's Den
- 1983 : The Jukebox Never Plays Home Sweet Home
- 1983 : From Cotton to Satin
- 1983 : Midnight Tennessee Woman
- 1984 : I'd Do as Much for You
- 1984 : Dying to Believe
- 1984 : If It's Love (Then Bet It All)
- 1985 : Looking Back Is Easier